# Bryan Volpenhein
Bryan Daniel Volpenhein (Cincinnati, 18 de agosto de 1976) es un deportista estadounidense que compitió en remo.
Participó en tres Juegos Olímpicos de Verano, obteniendo dos medallas, oro en Atenas 2004 y bronce en Pekín 2008, en la prueba de ocho con timonel, y el quinto lugar en Sídney 2000, en la misma prueba.
Ganó cinco medallas en el Campeonato Mundial de Remo entre los años 1998 y 2005.

## Palmarés internacional
| Juegos Olímpicos   | Juegos Olímpicos        | Juegos Olímpicos  | Juegos Olímpicos |
| Año                | Lugar                   | Medalla           | Prueba           |
| ------------------ | ----------------------- | ----------------- | ---------------- |
| 2004               | Atenas (Grecia)         | Medalla de oro    | Ocho con timonel |
| 2008               | Pekín (China)           | Medalla de bronce | Ocho con timonel |
| Campeonato Mundial |                         |                   |                  |
| Año                | Lugar                   | Medalla           | Prueba           |
| 1998               | Colonia (Alemania)      | Medalla de oro    | Ocho con timonel |
| 1999               | St. Catharines (Canadá) | Medalla de oro    | Ocho con timonel |
| 2002               | Sevilla (España)        | Medalla de bronce | Ocho con timonel |
| 2003               | Milán (Italia)          | Medalla de plata  | Ocho con timonel |
| 2005               | Kaizu (Japón)           | Medalla de oro    | Ocho con timonel |